# Adolf Fényes

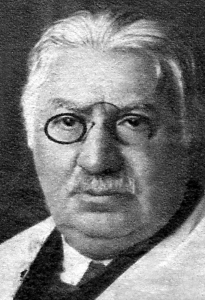
Adolf Fényes

Adolf Fényes (* 29. April 1867 in Kecskemét; † 14. März 1945 in Budapest) war ein ungarischer Maler.

## Leben

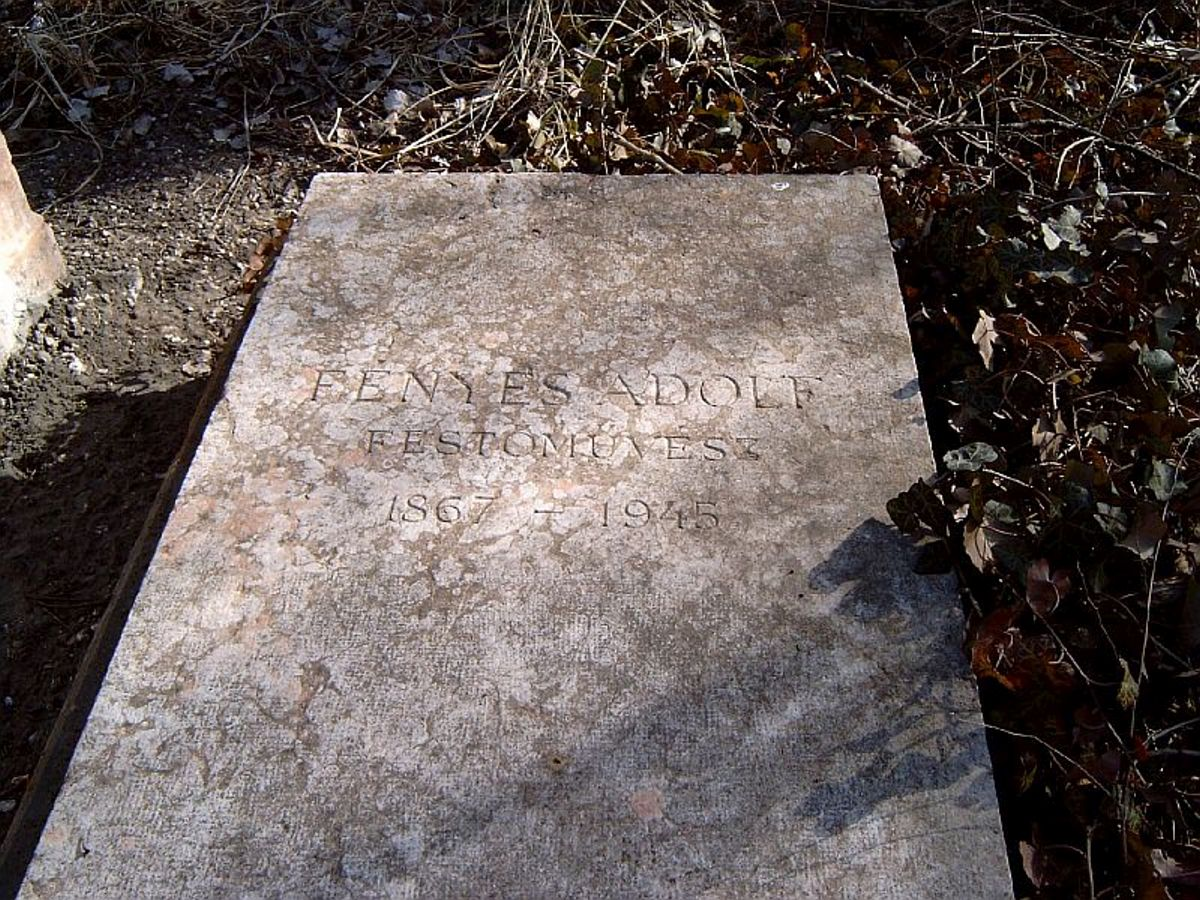
Grab von Adolf Fényes

Anfangs studierte Fényes Rechtswissenschaft, nahm zeitgleich jedoch an Kursen der Musterzeichenschule in Budapest unter János Greguss und Bertalan Székely teil und wandte sich letztlich vollständig der Kunst zu. Bereits ab 1885 zeichnete er Karikaturen für Wochenblätter. Drei Jahre später ging er nach Weimar zu Max Thedy, bevor er 1891 für ein Jahr nach Paris ging und die Académie Julian besuchte und unter William Adolphe Bouguereau lernte. 1892 kehrte er zu Thedy zurück und blieb dort bis 1894. In dieser Zeit entstanden die Werke Großväterchen, Modejournal in schlechten Händen und Thüringer Bauer.
Von 1894 bis 1897 war er in Budapest an der Meisterschule von Gyula Benczúr tätig. Dort gewann er mit seinem Werk Klatsch den großen Preis der Gesellschaft für bildende Künste und erreichte durch kühnen Realismus erste Bekanntheit. 1897 gewann er den Rudich-Preis mit seinem von krassem Realismus geprägten Bild Der Zank.
Im folgenden Jahr begann Fényes seinen Bilderzyklus Leben der Armen, welchen er 1902 vollendete und der folgende seiner Werke umfasst:
- Die Familie, 1898, Museum der schönen Künste, Budapest
- Die Witwe, 1899, Museum der schönen Künste, Budapest
- Die Jugend, 1899
- Die Waisen, 1899
- Wofür leben?, 1900
- Der Tagelöhner, 1901
- Der Alte, 1901, Museum der schönen Künste, Budapest
- Die Mutterschaft, 1902
- Der Arme, 1902
- Alte Frau, 1902

Mit seinem Werk Der Alte gewann er den Preis des Leopoldstädter Kasino.
Ab 1903 ging Fényes nach Szolnok und widmete sich der Landschaftsmalerei, wobei unter anderem seine Werke Sommer auf der Tanya und Ein Bursch und eine Dirne entstanden. Über eine Vielzahl an Werken, welche Straßenecken der Städte Vác und Buda zeigen, gelangte er schließlich zu der Darstellung von Stillleben. Dieser Genrewandel zeigt auch die Veränderung seiner Kunstrichtung. Während Fényes’ anfängliche Werke dem Realismus zugeschrieben werden, orientieren sich seine späteren Werke am Impressionismus, wobei Fényes auf Schatteneffekte und Modellierungen verzichtete. Seine impressionistischen Werke stellte er 1912 in Budapest aus; sie machten ihn zu einem der führenden ungarischen Maler dieser Stilrichtung.
Fényes’ Werke waren oftmals Bestandteil internationaler Ausstellungen, unter anderem der Weltausstellung Paris 1900.
Nach seinem Tod im Jahr 1945 wurde er auf dem jüdischen Friedhof an der Salgótarjáner Straße im VIII. Budapester Bezirk beigesetzt.

## Werke (Auswahl)

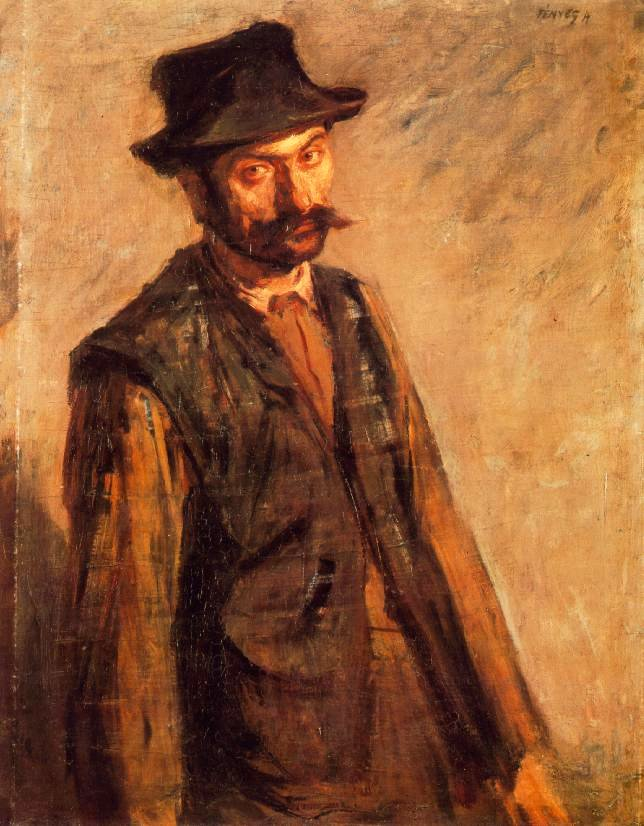
Der Tagelöhner, 1901
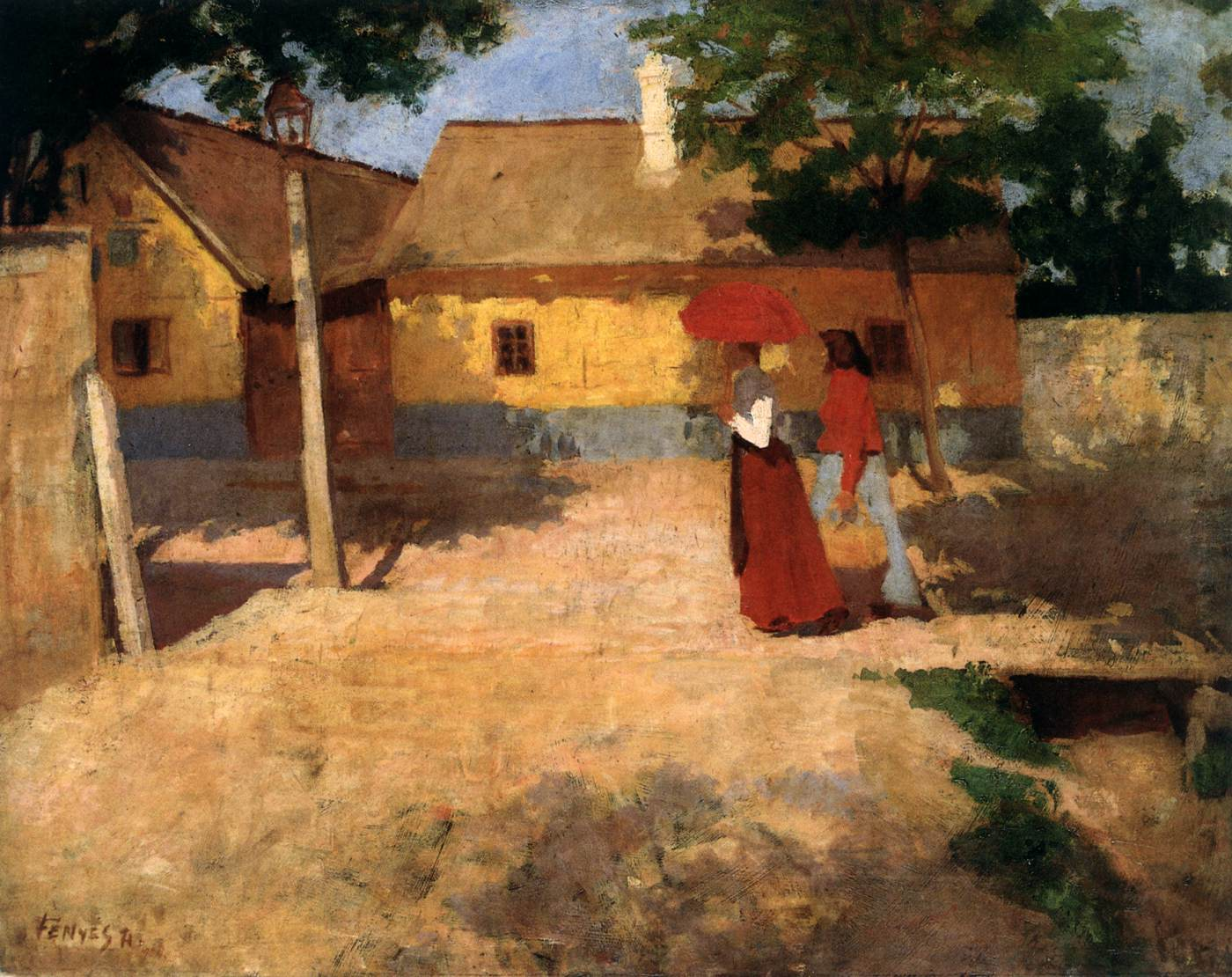
Vormittag in einer Provinzstadt, 1904
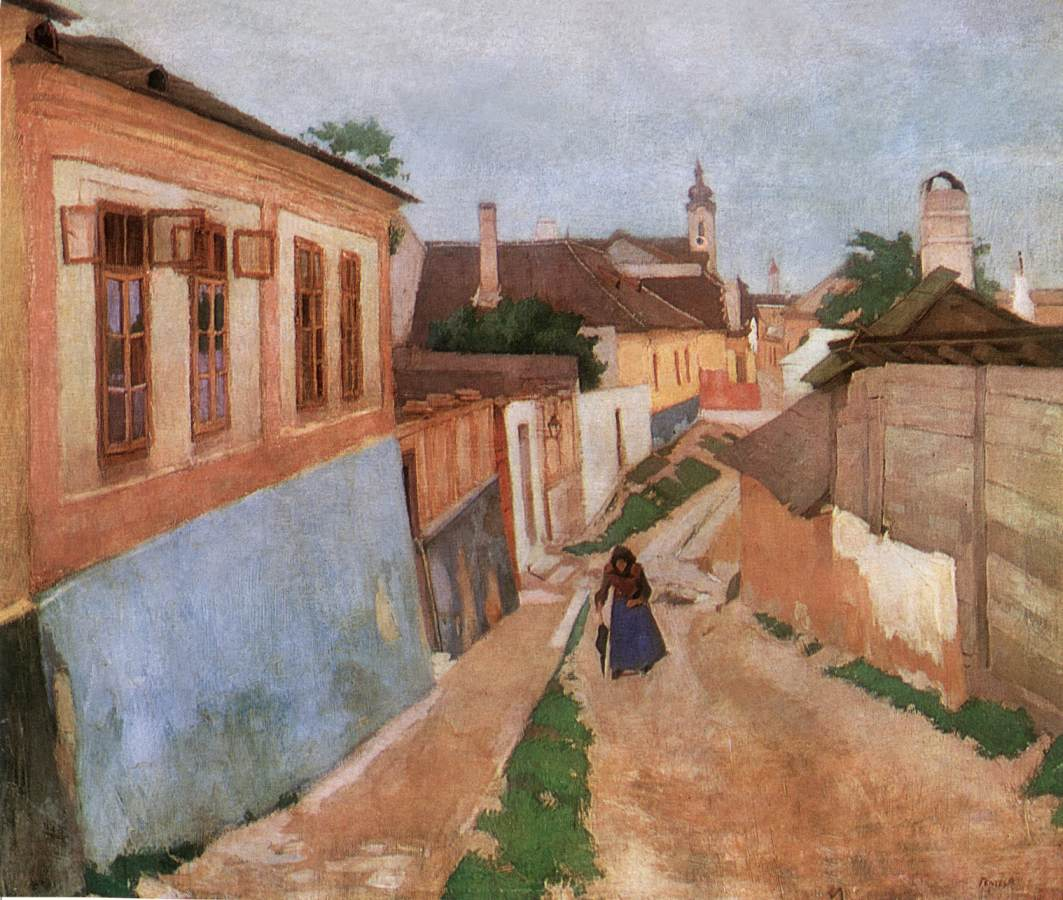
Straße in Vác, 1904
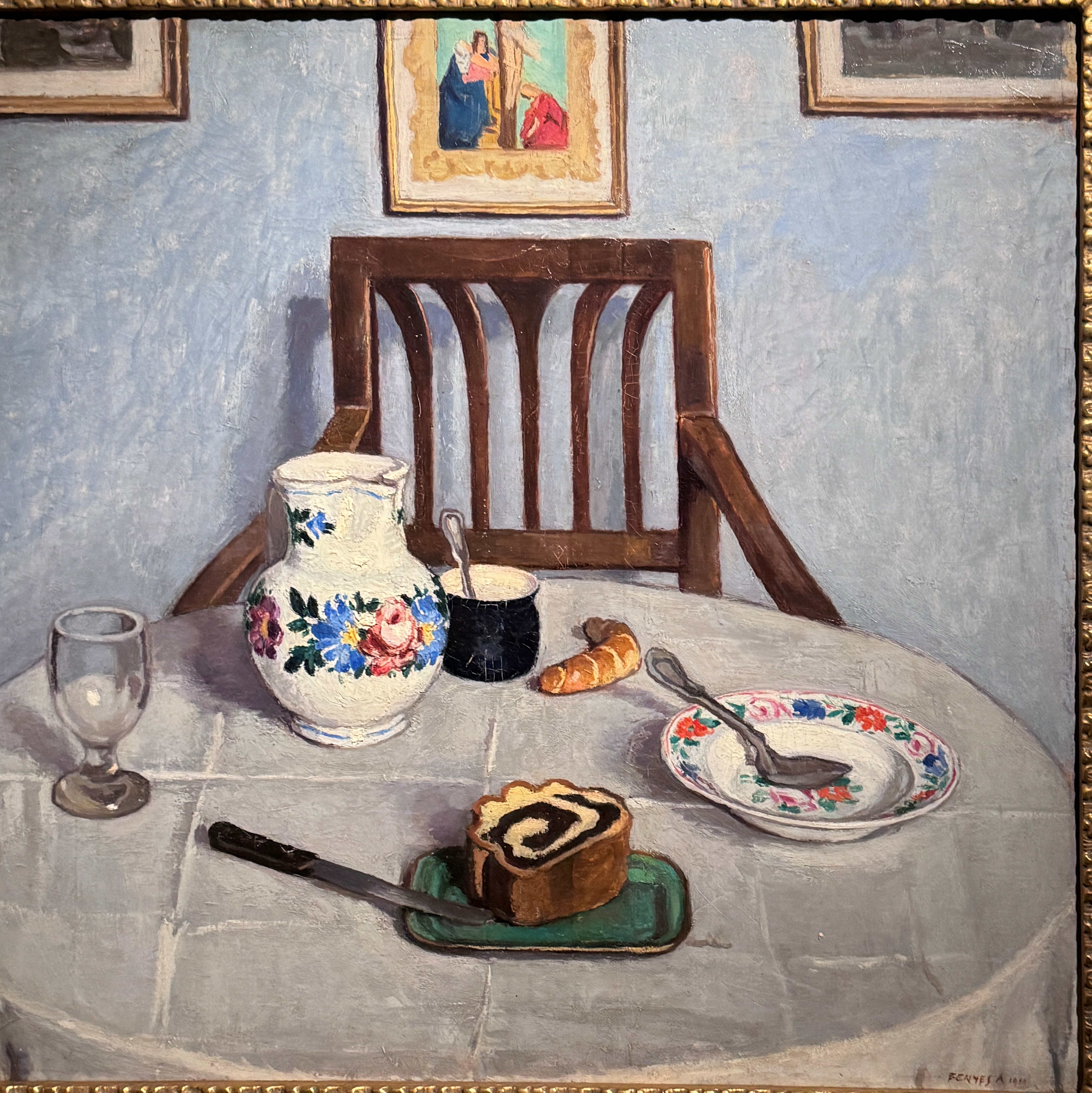
Mohnkuchen, 1910, Ungarische Nationalgalerie, Budapest
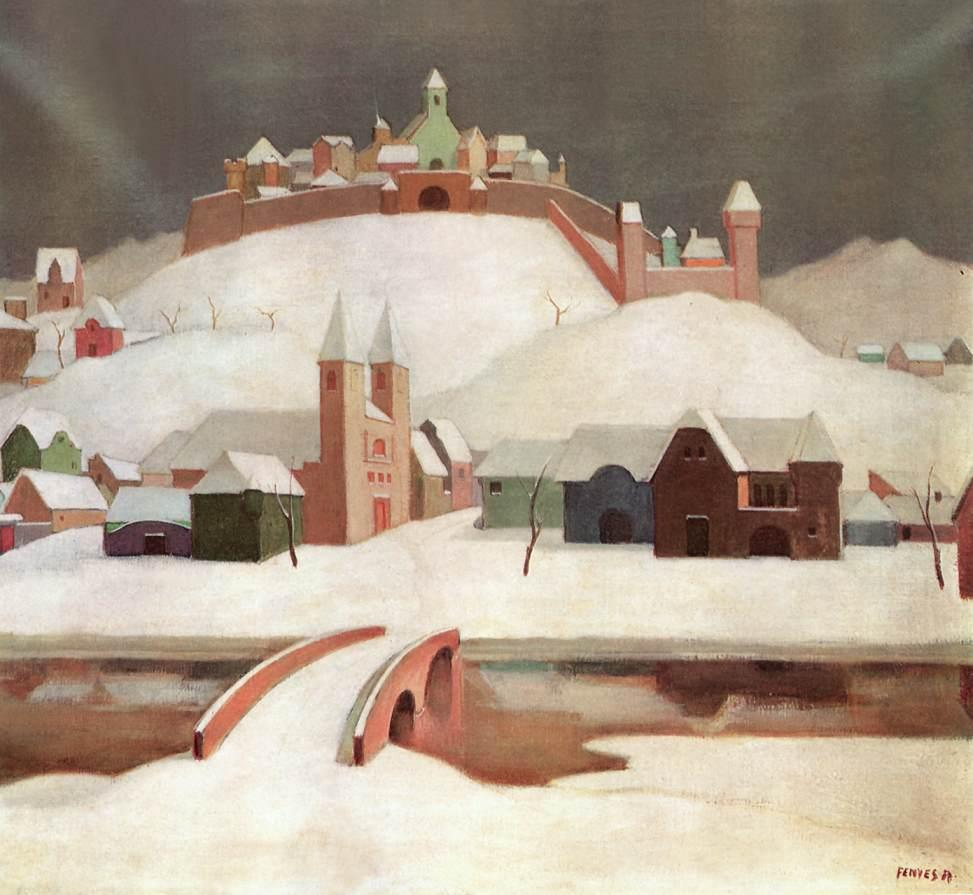
Märchenhafte Landschaft, 1913
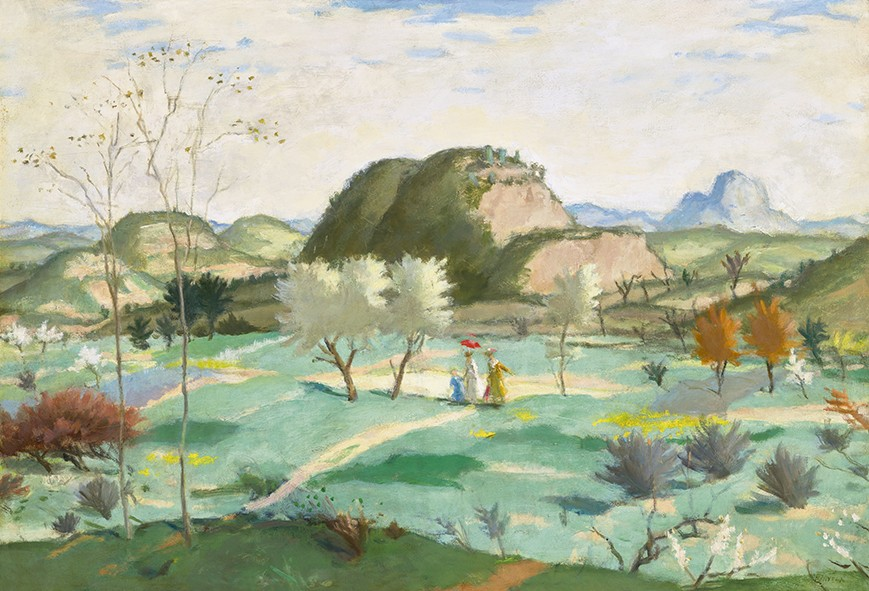
Der rote Sonnenschirm, 1923